# Stian Rasch
Stian Kristoffersen Rasch (Asker, 10 marzo 1987) è un giocatore di beach soccer e calciatore norvegese, centrocampista del Gui.

## Carriera
Rasch ha giocato per la Nazionale di beach soccer della Norvegia, nel ruolo di attaccante.
Attivo anche nel calcio, è cresciuto nelle giovanili dell'Asker, per poi entrare a far parte di quelle del Lyn Oslo. È stato aggregato in prima squadra di quest'ultimo club nella stagione 2006, senza giocare alcuna partita di campionato.
In vista dell'annata 2007, si è trasferito all'Hønefoss, in 1. divisjon: ha esordito il 9 aprile, schierato titolare nel pareggio casalingo per 0-0 contro il Bodø/Glimt. Durante la sessione di calciomercato estiva, Rasch ha fatto ritorno all'Asker, in 2. divisjon, con la formula del prestito.
Rientrato all'Hønefoss per il campionato 2008 per fine prestito, nel mese di luglio è passato ancora all'Asker, stavolta a titolo definitivo. Ha fatto parte della squadra che nella 2. divisjon 2010 ha conquistato la promozione.
Nel 2012, Rasch è stato ingaggiato dallo Strømmen. Il 9 aprile dello stesso anno ha quindi giocato la prima partita con questa maglia, venendo impiegato da titolare nella sconfitta per 3-1 subita sul campo del Bryne. Il 15 aprile è arrivato il primo gol, nel 4-2 sull'Hødd.
Il 26 novembre 2013, il Mjøndalen ha reso noto d'aver tesserato Rasch, che ha firmato un contratto biennale col nuovo club, valido dal 1º gennaio 2014.

## Statistiche

### Presenze e reti nei club
Statistiche aggiornate al 17 dicembre 2021.
| Stagione         | Club             | Campionato       | Campionato | Campionato | Coppe nazionali | Coppe nazionali | Coppe nazionali | Coppe continentali | Coppe continentali | Coppe continentali | Supercoppe | Supercoppe | Supercoppe | Totale | Totale |
| Stagione         | Club             | Comp             | Pres       | Reti       | Comp            | Pres            | Reti            | Comp               | Pres               | Reti               | Comp       | Pres       | Reti       | Pres   | Reti   |
| ---------------- | ---------------- | ---------------- | ---------- | ---------- | --------------- | --------------- | --------------- | ------------------ | ------------------ | ------------------ | ---------- | ---------- | ---------- | ------ | ------ |
| 2006             | Lyn Oslo         | ES               | 0          | 0          | CN              | 0               | 0               | -                  | -                  | -                  | -          | -          | -          | 0      | 0      |
| gen.-lug. 2007   | Hønefoss         | 1D               | 15         | 0          | CN              | ?               | ?               | -                  | -                  | -                  | -          | -          | -          | 15+    | 0+     |
| lug.-dic. 2007   | Asker            | 2D               | ?          | ?          | CN              | -               | -               | -                  | -                  | -                  | -          | -          | -          | ?      | ?      |
| gen.-lug. 2008   | Hønefoss         | 1D               | 7          | 0          | CN              | ?               | ?               | -                  | -                  | -                  | -          | -          | -          | 7+     | 0+     |
| Totale Hønefoss  | Totale Hønefoss  | Totale Hønefoss  | 22         | 0          |                 | ?               | ?               |                    | -                  | -                  |            | -          | -          | 22+    | 0+     |
| lug.-dic. 2008   | Asker            | 2D               | ?          | ?          | CN              | -               | -               | -                  | -                  | -                  | -          | -          | -          | ?      | ?      |
| 2009             | Asker            | 2D               | ?          | ?          | CN              | ?               | ?               | -                  | -                  | -                  | -          | -          | -          | ?      | ?      |
| 2010             | Asker            | 2D               | ?          | ?          | CN              | ?               | ?               | -                  | -                  | -                  | -          | -          | -          | ?      | ?      |
| 2011             | Asker            | 1D               | 29         | 4          | CN              | 3               | 0               | -                  | -                  | -                  | -          | -          | -          | 32     | 4      |
| Totale Asker     | Totale Asker     | Totale Asker     | 29+        | 4+         |                 | 3+              | 0+              |                    | -                  | -                  |            | -          | -          | 32+    | 4+     |
| 2012             | Strømmen         | 1D               | 28         | 2          | CN              | 2               | 1               | -                  | -                  | -                  | -          | -          | -          | 30     | 3      |
| 2013             | Strømmen         | 1D               | 23         | 7          | CN              | 1               | 0               | -                  | -                  | -                  | -          | -          | -          | 24     | 7      |
| 2014             | Mjøndalen        | 1D               | 21+3       | 1+0        | CN              | 2               | 0               | -                  | -                  | -                  | -          | -          | -          | 26     | 1      |
| 2015             | Mjøndalen        | ES               | 7          | 0          | CN              | 3               | 0               | -                  | -                  | -                  | -          | -          | -          | 10     | 0      |
| Totale Mjøndalen | Totale Mjøndalen | Totale Mjøndalen | 28+3       | 1+0        |                 | 5               | 0               |                    | -                  | -                  |            | -          | -          | 36     | 1      |
| 2016             | Strømmen         | 1D               | 26         | 7          | CN              | 2               | 0               | -                  | -                  | -                  | -          | -          | -          | 28     | 7      |
| 2017             | Strømmen         | 1D               | 24         | 5          | CN              | 2               | 1               | -                  | -                  | -                  | -          | -          | -          | 26     | 6      |
| Totale Strømmen  | Totale Strømmen  | Totale Strømmen  | 101        | 21         |                 | 7               | 2               |                    | -                  | -                  |            | -          | -          | 108    | 23     |
| 2018             | Heggedal         | 4D               | ?          | ?          | CN              | ?               | ?               | -                  | -                  | -                  | -          | -          | -          | ?      | ?      |
| 2019             | Heggedal         | 4D               | ?          | ?          | CN              | ?               | ?               | -                  | -                  | -                  | -          | -          | -          | ?      | ?      |
| Totale Heggedal  | Totale Heggedal  | Totale Heggedal  | ?          | ?          |                 | ?               | ?               |                    | -                  | -                  |            | -          | -          | ?      | ?      |
| 2021             | Frisk Asker      | 7D               | ?          | ?          | -               | -               | -               | -                  | -                  | -                  | -          | -          | -          | ?      | ?      |
| Totale           | Totale           | Totale           | ?          | ?          |                 | ?               | ?               |                    | -                  | -                  |            | -          | -          | ?      | ?      |